# François Bernier
François Bernier (Joué-Etiau, Anjou, 1625 – 1688) foi um viajante, antropólogo  e médico francês que viajou pelo subcontinente indiano. Foi o primeiro europeu a chegar a Caxemira.Durante doze anos foi o médico pessoal do Imperador mogol Aruzangzeb.
A sua obra Nouvelle division de la terre par les différentes espèces ou races qui l'habitent, publicada em 1684, é considerada a primeira classificação moderna das distintas raças humanas. Escreveu também Viagens no Império Mogol, que narra o seu percurso através dos reinados do próprio Aruzangzeb e de Dara Shikoh.